# 佛光寺 (芒市)
佛光寺，是位于中国云南省德宏傣族景颇族自治州芒市的一座上座部佛教奘房，位于勐焕街道阔时路东段北侧，原芒市土司衙门东南角:58。它是德宏州左抵派最大的佛寺。

## 名称
傣语称奘贺幸，即“珍藏第一部经书的佛寺”，过去曾名“光佛寺”。

## 历史
建于清同治十二年（1873年），原是芒市二十世土司放庆禄的宫殿。将竣工之际，有人向清朝朝廷举报，清廷责成龙陵厅官员前往查处。放庆禄被迫以建佛寺名义，将芒市东郊的大佛寺陈设搬迁其内，定为土司正印夫人的“官寺”，一般人不得入内拜佛。抗日战争期间，日军占领芒市，佛寺被毁，仅残存一偏殿，1948年重建:58。文化大革命期间又遭到破坏，除正殿和南偏殿外其他均毁坏。1983年，正殿与南偏殿修葺，并在原北水阁的位置上建群塔式白塔。

## 建筑
佛光寺占地面积2,124平方米，建筑面积233.6平方米，由正殿、旁殿、亭阁、寺塔组成。正殿坐西向东，面阔三间，宽12.8米，进深四间，长16.6米，抬梁式木结构，三层垂檐歇山顶，飞檐翘角，筒瓦覆面。四围板壁镶嵌，门窗做工精细，为细密的小方格棂。寺塔为实心砖砌，群塔式，由主塔及周围16座小塔组成，主塔高10.5米，小塔高3.5米。其正殿、南偏殿及院门建筑受汉式建筑风格影响显著，为木结构重檐歇山顶式，寺塔、亭阁则为傣式建筑。正殿、偏殿皆供释迦牟尼坐像。

## 图库

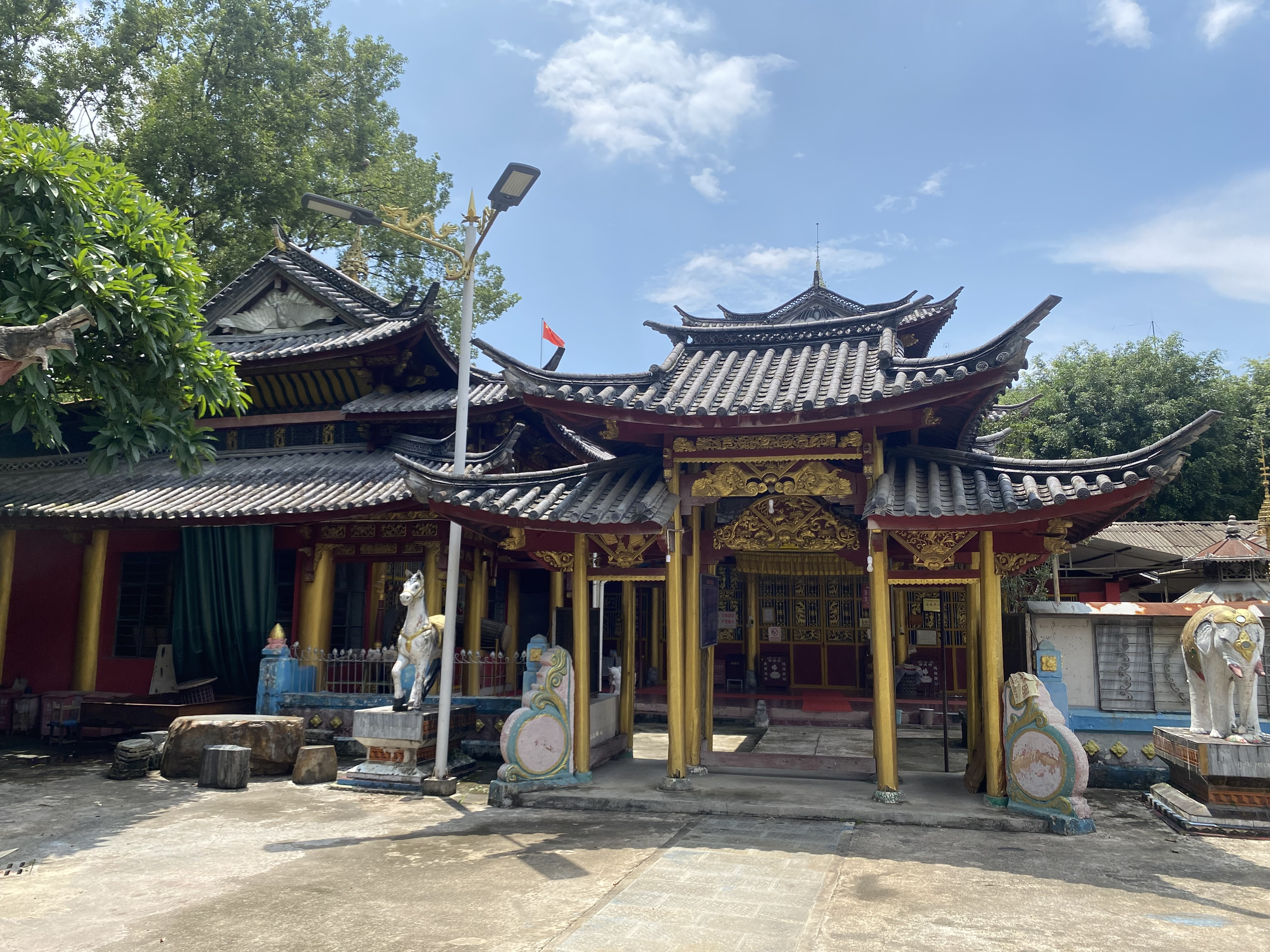
正殿、旁殿
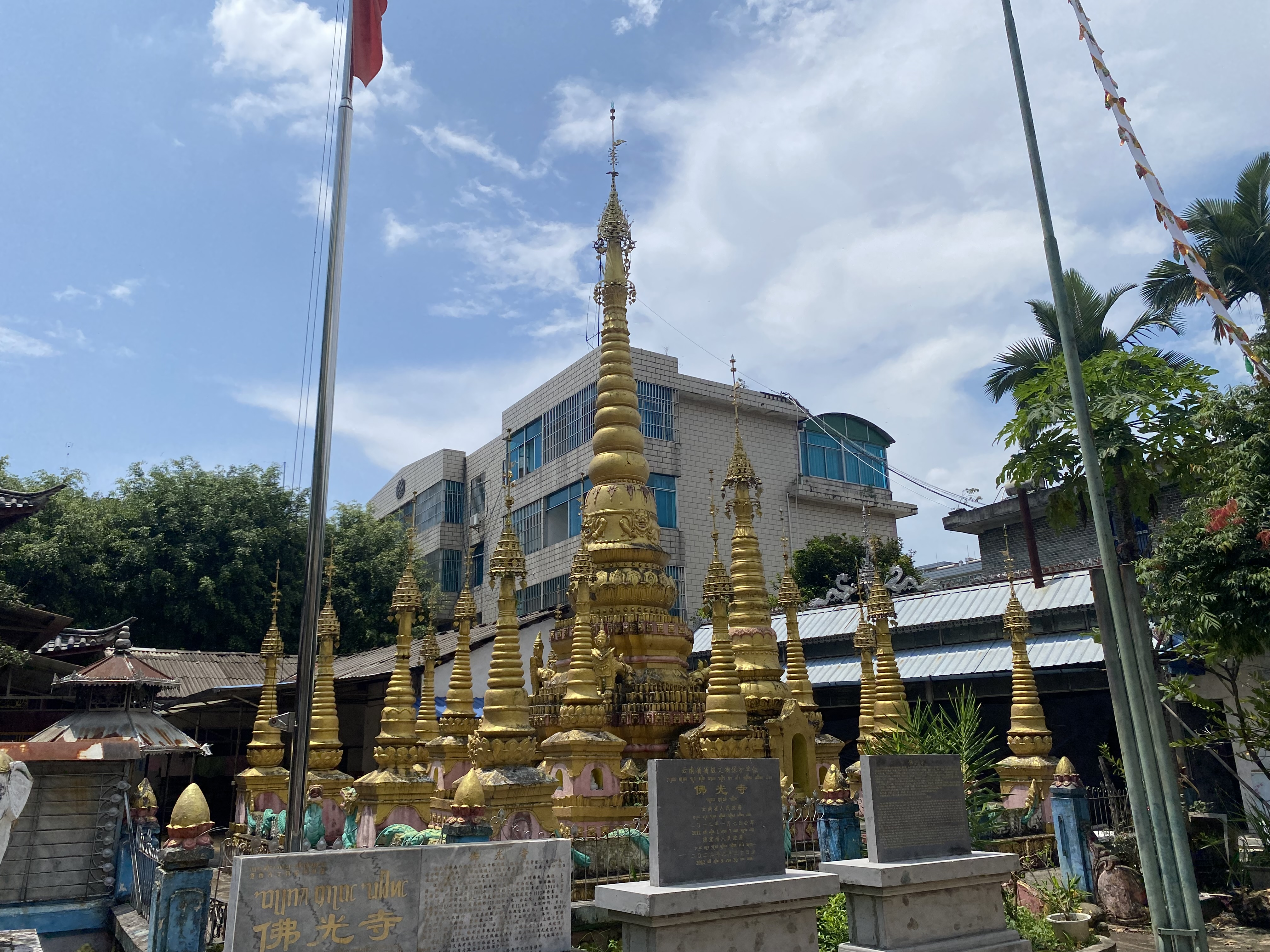
寺塔
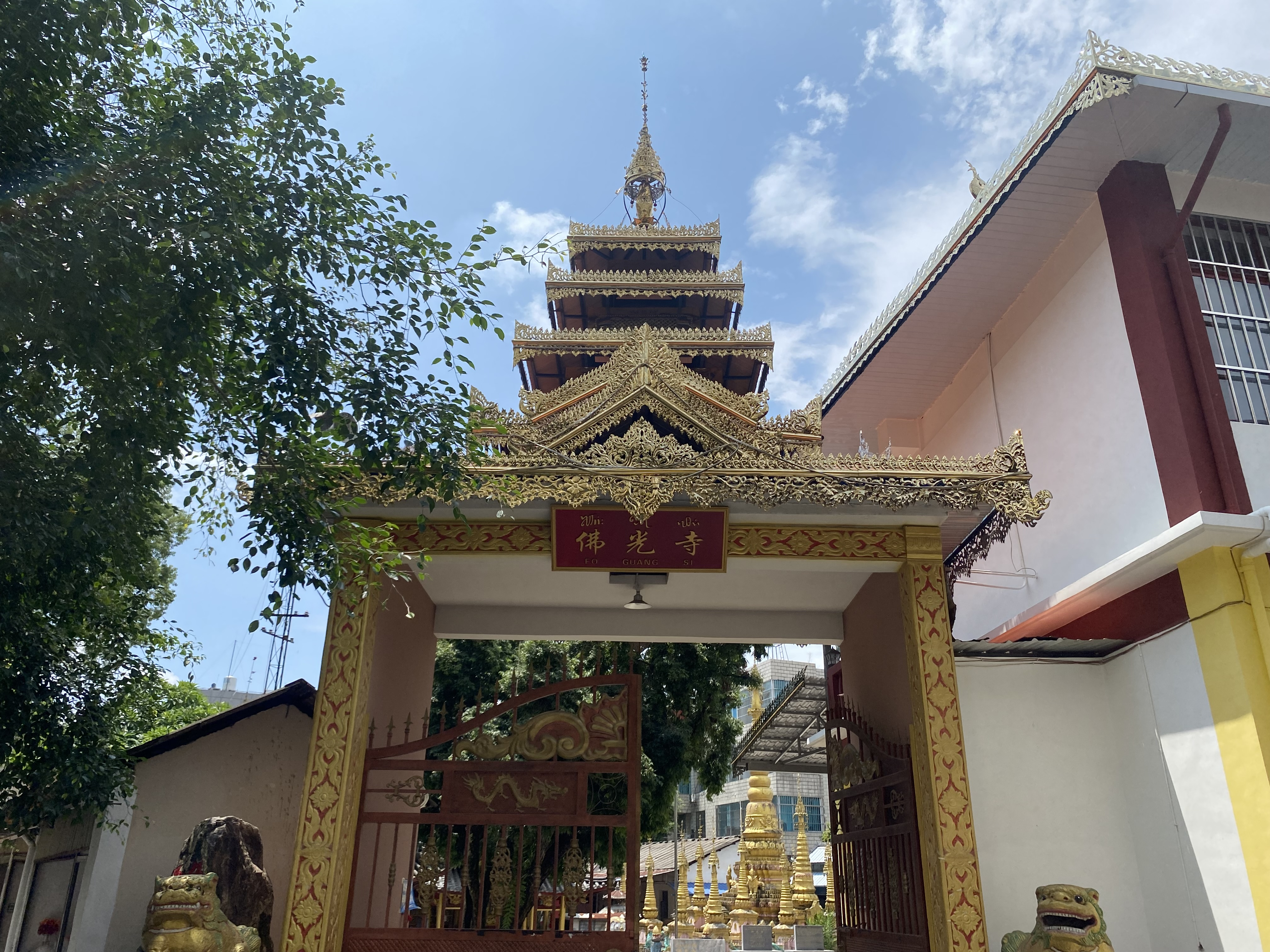
正门
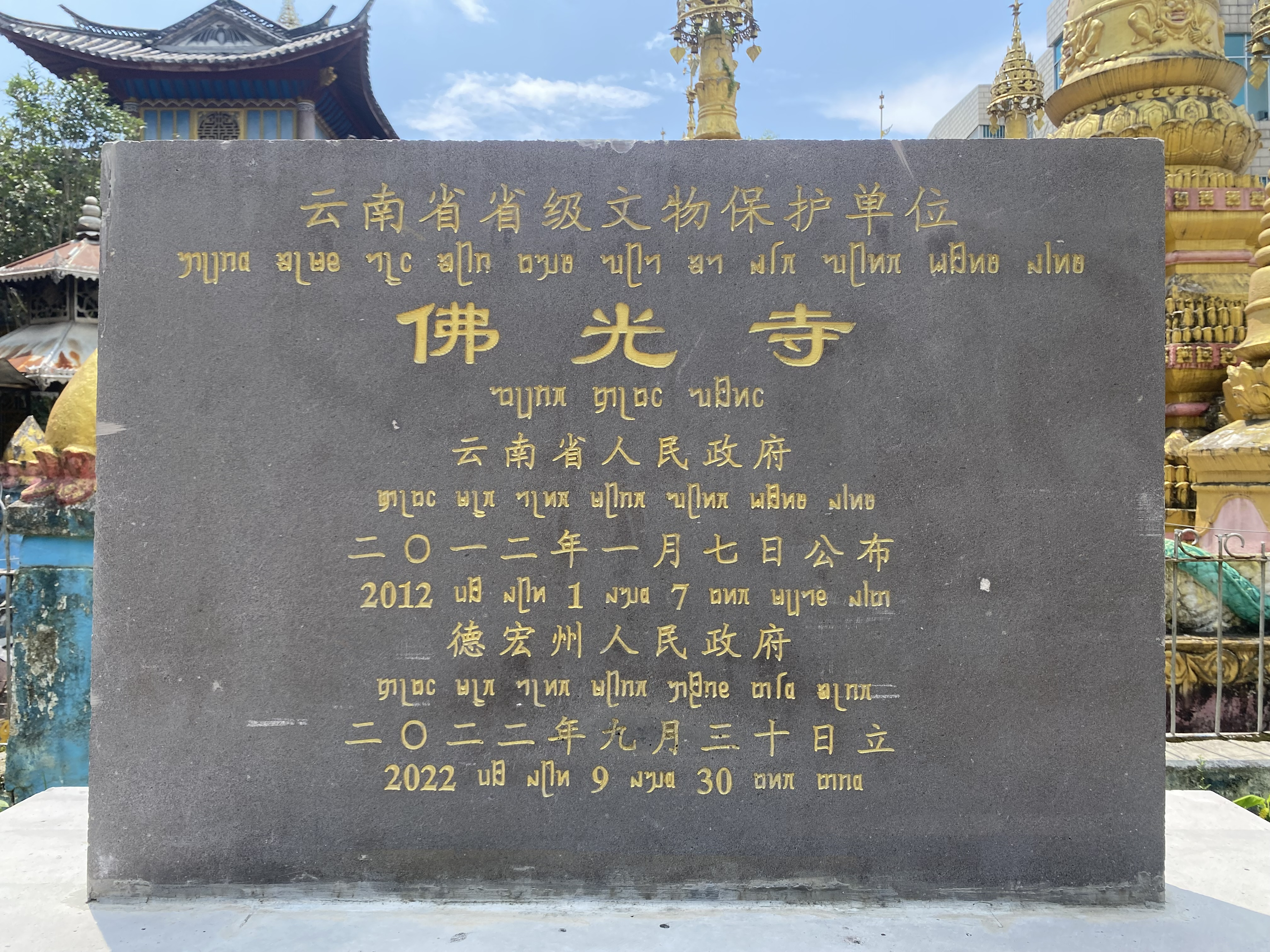
文保碑
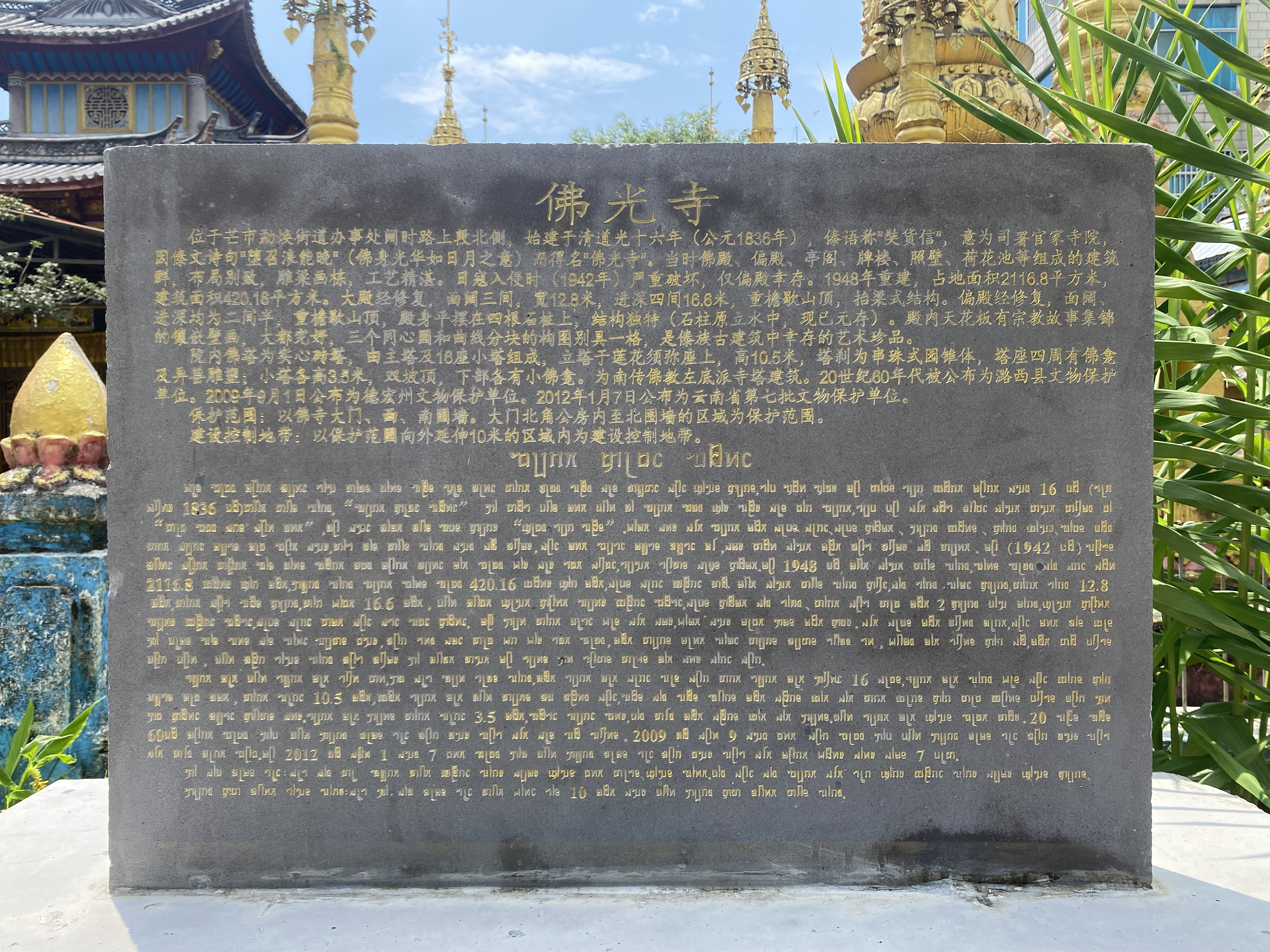
文保说明